# Abaka (journal)
Abaka (arménien : Ապագայ, littéralement « Avenir ») est un journal généraliste en langue arménienne fondé à Paris en novembre 1920 et publié jusqu'au 19 août 1950.

## Historique
Abaka est fondé en novembre 1920 et est l'organe en France du parti Ramgavar.
Il se présente sous la forme d'un journal de quatre pages. De 1928 à novembre 1933, sa publication est tri-hebdomadaire ; puis c'est un quotidien jusqu'en mai 1936.
Abaka est pendant un temps dirigé par Archag Tchobanian, ou encore par Bedros Zaroyan.
L'un des contributeurs importants du journal est Chahan Chahnour, qui s'en sert de tribune en 1934-1939 et participe à faire découvrir à la diaspora arménienne l’œuvre de Franz Werfel.
Pendant la guerre, la publication d'Abaka cesse pour ne reprendre que le 12 avril 1945. Le journal continue d'être composé de quatre pages, mais la dernière est alors en français, avec une manchette interne titrée L'Avenir.
Le journal disparaît le 19 août 1950 avec le n° 262.